# Brochier
Brochier is een gemeente in de Braziliaanse deelstaat Rio Grande do Sul. De gemeente telt 4.876 inwoners (schatting 2009).